# Igreja Católica na Polônia
A Igreja Católica na Polônia (português brasileiro) ou Polónia (português europeu) faz parte da Igreja Católica universal, sob a direção espiritual do Papa e da Cúria, em Roma. Há 41 dioceses da igreja de rito latino e duas de rito bizantino grego, somando cerca de 10.000 paróquias e ordens religiosas. Há 33 milhões de católicos no país, porém esse número inclui todas as crianças batizadas. O primaz da Igreja Polonesa é Wojciech Polak, arcebispo de Gniezno. De acordo com o anuário estatístico de 2014, 85,8% dos poloneses são católicos.

## História
Desde quando a Polônia adotou oficialmente o cristianismo no ano 966, em um episódio conhecido como Batismo da Polônia, a Igreja Católica desempenha importante papel religioso, cultural e político no país. Identificando-se como católica, as distintas cultura e nacionalidade polonesas em relação à sua vizinha Alemanha, especialmente no leste e norte, onde a maioria da população religiosa é luterana, e os países ao leste polonês, onde predominam os ortodoxos. Durante os tempos de opressão do Comunismo, a Igreja Católica era um refúgio cultural na guerra pela independência e sobrevivência da cultura. Por exemplo, a abadia polonesa em Częstochowa, que resistiu com sucesso a um cerco na invasão sueca da Polônia no século XVII, tornou-se um símbolo da resistência nacional à ocupação. O estabelecimento do regime comunista, controlado pela União Soviética após a Segunda Guerra Mundial. O governo soviético permitiu inicialmente que a igreja continuasse cumprindo este papel, contudo a Igreja acabou sendo banida e perseguida tardiamente, pela oposição feita ao regime soviético, limitando-se à ilegalidade.
A eleição de 1978 do cardeal polonês Karol Wojtyła para Papa João Paulo II reforçou os laços da Polônia com a igreja. A visita do Papa polonês a seu país de origem tornaram-se pontos de reflexão tanto aos fiéis e à oposição do regime soviético. Sua beatificação em 2011, e canonização em 2014 gerou orgulho e alegria aos poloneses. Em 2013, o Papa Francisco, segundo sucessor de João Paulo II (que se tornou cardeal pelo Papa polonês), anunciou a realização da Jornada Mundial da Juventude, o maior encontro religioso da juventude cristã do mundo, em Cracóvia, no ano de 2016. Essa foi a segunda JMJ realizada no país: as edições de 1991 e 2016. A edição de 1991 reuniu um público de 1 600 000 pessoas em Jasna Góra, e a de 2016 reuniu cerca de 2 500 000 pessoas.

## Organização territorial

### Rito latino
- Arquidiocese
  - Diocese

Os nomes das dioceses em latim aparecem em itálico.
- Białystok, Bialostocensis (1)
  - Drohiczyn, Drohiczinensis (2)
  - Łomża, Lomzensis (3)
- Cracóvia, Cracoviensis (4)

Mapa da Polônia com suas dioceses de rito latino

  - Bielsko–Żywiec, Bielscensis-Zyviecensis (5)
  - Kielce, Kielcensis (6)
  - Tarnów, Tarnoviensis (7)
- Częstochowa, Czestochoviensis (8)
  - Radom, Radomensis (9)
  - Sosnowiec, Sosnoviensis (10)
- Gdańsk, Gedanensis (11)
  - Pelplin, Pelplinensis (12)
  - Toruń, Thoruniensis (13)
- Gniezno, Gnesnensis (14)
  - Bydgoszcz, Bydgostiensis (15)
  - Włocławek, Vladislaviensis (16)
- Katowice, Katovicensis (17)
  - Gliwice, Glivicensis (18)
  - Opole, Opoliensis (19)
- Łódź, Lodziensis (20)
  - Łowicz, Lovicensis (21)
- Lublin, Lublinensis (22)
  - Sandomierz, Sandomiriensis (23)
  - Siedlce, Siedlecensis (24)
- Poznań, Posnaniensis (25)
  - Kalisz, Calissiensis (26)
- Przemyśl, Premisliensis (27)
  - Rzeszów, Rzeszoviensis (28)
  - Zamość-Lubaczów, Zamosciensis-Lubaczoviensis (29)
- Szczecin-Kamień, Sedinensis-Caminensis (30)
  - Koszalin-Kołobrzeg, Coslinensis-Colubreganus (31)
  - Zielona Góra-Gorzów Wielkopolski, Viridimontanensis-Gorzoviensis (32)
- Warmia (Olsztyn), Varmiensis (33)
  - Elbląg, Elbingensis (34)
  - Ełk, Liccanensis (35)
- Varsóvia, Varsaviensis (36)
  - Płock, Plocensis (37)
  - Varsóvia-Praga, Varsaviensis-Pragensis (38)
- Wrocław, Vratislaviensis (39)
  - Legnica, Legnicensis (40)
  - Świdnica, Suidniciensis (41)

### Rito bizantino

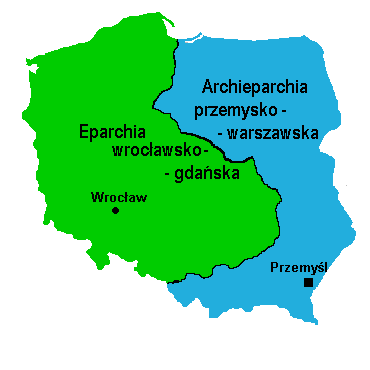
Mapa da Polônia com suas dioceses de rito bizantino

- Arquieparquia
  - Eparquia
- Arquieparquia de Przemyśl–Warsaw
  - Eparquia de Wrocław-Gdańsk

### Jurisdição extraterritorial
- Ordinariato Militar da Polônia

## Estatísticas
No ano de 2005, a maioria dos poloneses – aproximadamente 88% – se declaram católicos, e 58% responderam ser praticantes e ativos em suas comunidades, de acordo com o Centro de Pesquisa de Opinião Pública (CBOS). De acordo com o Ministério de Relações Exteriores, 95% dos poloneses pertencem à Igreja Católica; porém, essa pesquisa se baseia no número de membros de acordo com as crianças batizadas, contabilizadas pela Igreja Católica. O CIA Factbook anunciava o número de 87,2% como católicos em 2012.

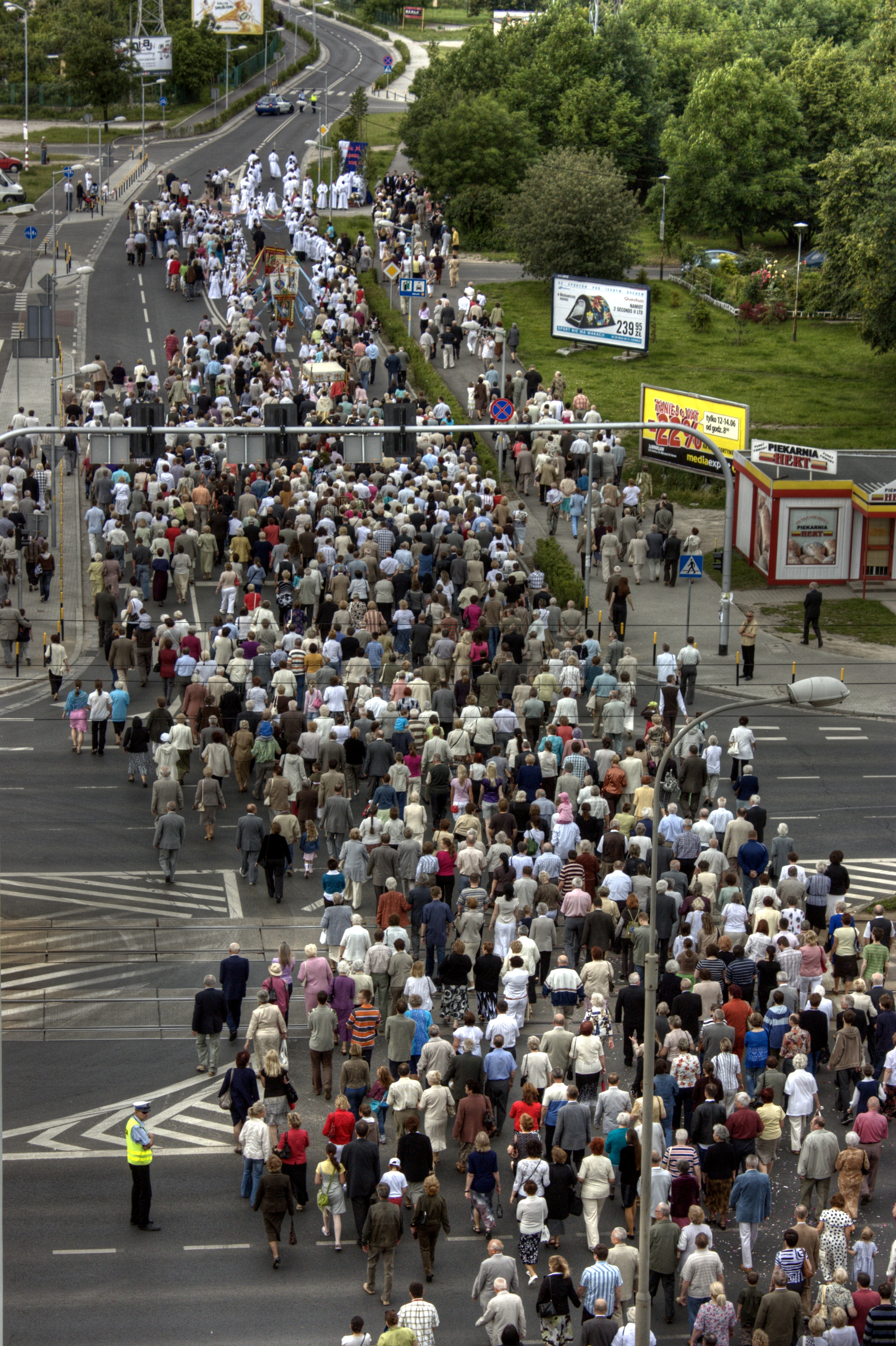
Procissão em Wrocław

Por toda a Europa as taxas de participação nos serviços religiosos caíram vertiginosamente. Essa tendência também ocorreu na Polônia, porém o país ainda se mantém um dos mais religiosamente devotos do continente. Os católicos poloneses participam mais frequentemente dos sacramentos que nos outros países europeus, especialmente do que nos da Europa Ocidental e na América do Norte. Um estudo de 2009 feitos pela própria Igreja revelou que 80% dos poloneses se confessam ao menos uma vez ao ano, enquanto que 60% responderam  que o fazem mais de uma vez ao ano. Para contrastar os dados, um estudo feito nos Estados Unidos pela Universidade de Georgetown revelou que apenas 14% dos católicos estadunidenses participam do sacramento da penitência uma vez ao ano, e apenas 2% o fazem com mais frequência. Tarnów é a cidade mais religiosa da Polônia, e Łódź é a menos. As regiões sul e leste da Polônia são as mais ativas em prática religiosa do que o oeste e o norte. Esse é um forte contraste à sua vizinha República Tcheca, que é um dos países menos religiosos do mundo, e apenas 19% afirmam acreditar em algum tipo de deus.
Uma pesquisa da igreja descobriu que o número de católicos poloneses que participavam das missas dominicais havia caído para 2 milhões de pessoas em uma década, correspondendo a apenas 39% dos católicos batizados participando em 2014. Ao mesmo tempo, no entanto, esse é parte de um reflexo de que, desde 2004, 2,1 milhões de poloneses emigraram para a Europa Ocidental. Escrevendo para o semanário católico Tygodnik Powszechny, o sociólogo da Igreja padre Prof. Janusz Mariański observou que estes dois milhões de emigrantes poloneses ainda estão listados em seus registros paroquiais como membros, então quando a frequência à missa é medida, essas pessoas diminuem os índices de participação. A proporção de de pessoas que vão à igreja e recebem a comunhão está crescendo, também vem crescendo o número de  padres poloneses, já que o número de ordenações supera o de mortes. Entretanto o número de freiras caiu. A pesquisa descobriu que a frequência à missa dominical varia por diocese, de um nível alto, como a Diocese de Tarnów (69%), a baixo, como a Arquidiocese de Estetino-Kamień (24,3%); o recebimento da comunhão é 23,7% na Diocese de Tarnów e diminui para 10,4% na Diocese de Koszalin-Kołobrzeg.

### Prática religiosa

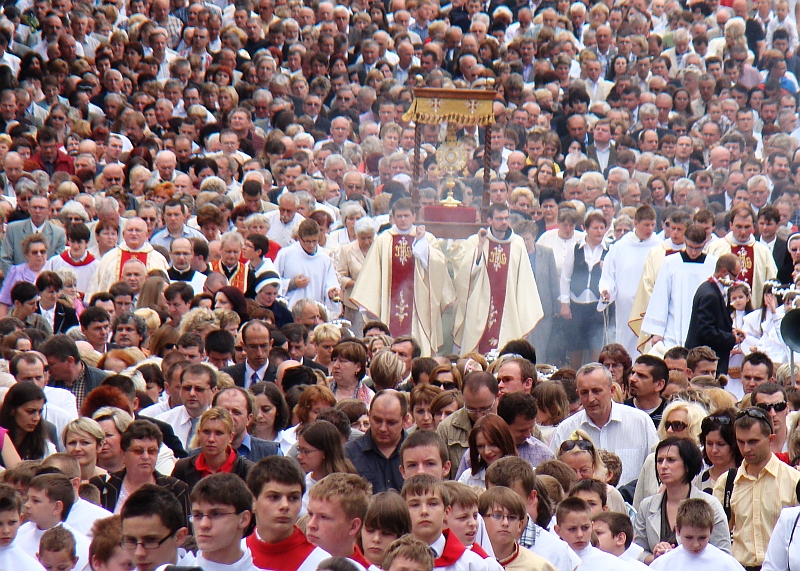
Procissão de Corpus Christi em Sanok

O CBOS regularmente realiza pesquisas sobre prática religiosa na Polônia. Um documento de 2012 reportou que em mais de um quarto de século a proporção de católicos e a frequência religiosa se mantiveram estáveis, decrescendo minimamente apenas desde 2005, quando o pesar relacionado à morte do Papa João Paulo II levou a um aumento da prática religiosa entre os poloneses. Em um estudo de 2012, 54% dos poloneses declararam que atendem a serviços religiosos ao menos uma vez por semana, 18% de uma a duas vezes ao mês, 20% várias vezes ao ano, e apenas 8% vão nunca ou quase nunca. Enquanto isso 94% dos poloneses se considream crentes religiosos, e 9% destes se consideram "profudamente religiosos", e apenas 6%  afirmam ser não-crentes. De acordo com as próprias fontes da igreja :4 39,1% dos católicos participam da missa dominical.
A Páscoa continua a ser um importante feriado para os católicos poloneses. De acordo com um estudo da CBOS de 2012, 74% dos poloneses se esforçam para participar do sacramento da penitência durante a quaresma, 59% se esforçam para participar da via sacra ou da Gorzkie żale (um aumento de 6% desde 2003), 57% querem ser pessoas melhores (aumento de 7%), 49% querem ajudar os necessitados (aumento de 8%), e 46% querem rezar mais rezar mais (diminuição de 5%).
Uma pesquisa de opinião da CBOS de abril de 2014 descobriu o seguinte:
| Celebrações de quaresma e Páscoa: Você...? (pesquisa da CBOS – 2014) | SIM | NÃO |
| -------------------------------------------------------------------- | --- | --- |
| Jejua na Sexta-feira Santa                                           | 83% | 17% |
| Se confessa antes da Páscoa                                          | 70% | 30% |
| Recebe a imposição das cinzas na Quarta-feira de Cinzas              | 64% | 36% |
| Participa das celebrações do Tríduo Pascal                           | 56% | 44% |
| Participa de um retiro de Páscoa                                     | 53% | 47% |
| Participa da Via Sacra                                               | 52% | 48% |
| Participa da Missa da Ressurreição (no domingo de Páscoa de manhã)   | 48% | 52% |

| Você tenta limitar seu entretenimento durante a Quaresma? (pesquisa da CBOS – 2014) | Você tenta limitar seu entretenimento durante a Quaresma? (pesquisa da CBOS – 2014) | Você tenta limitar seu entretenimento durante a Quaresma? (pesquisa da CBOS – 2014) | Você tenta limitar seu entretenimento durante a Quaresma? (pesquisa da CBOS – 2014) | Você tenta limitar seu entretenimento durante a Quaresma? (pesquisa da CBOS – 2014) |
| ----------------------------------------------------------------------------------- | ----------------------------------------------------------------------------------- | ----------------------------------------------------------------------------------- | ----------------------------------------------------------------------------------- | ----------------------------------------------------------------------------------- |
|                                                                                     |                                                                                     |                                                                                     |                                                                                     |                                                                                     |
| Sim                                                                                 | Sim                                                                                 |                                                                                     | 53%                                                                                 | 53%                                                                                 |
| Não                                                                                 | Não                                                                                 |                                                                                     | 44%                                                                                 | 44%                                                                                 |
| Não sei dizer                                                                       | Não sei dizer                                                                       |                                                                                     | 3%                                                                                  | 3%                                                                                  |

| Durante a Quaresma, você pensa na vida mais frequentemente? (pesquisa da CBOS – 2014) | Durante a Quaresma, você pensa na vida mais frequentemente? (pesquisa da CBOS – 2014) | Durante a Quaresma, você pensa na vida mais frequentemente? (pesquisa da CBOS – 2014) | Durante a Quaresma, você pensa na vida mais frequentemente? (pesquisa da CBOS – 2014) | Durante a Quaresma, você pensa na vida mais frequentemente? (pesquisa da CBOS – 2014) |
| ------------------------------------------------------------------------------------- | ------------------------------------------------------------------------------------- | ------------------------------------------------------------------------------------- | ------------------------------------------------------------------------------------- | ------------------------------------------------------------------------------------- |
|                                                                                       |                                                                                       |                                                                                       |                                                                                       |                                                                                       |
| Sim                                                                                   | Sim                                                                                   |                                                                                       | 38%                                                                                   | 38%                                                                                   |
| Não                                                                                   | Não                                                                                   |                                                                                       | 60%                                                                                   | 60%                                                                                   |
| Não sei dizer                                                                         | Não sei dizer                                                                         |                                                                                       | 2%                                                                                    | 2%                                                                                    |

## Financiamento
Uma concordata entre o Estado e a Igreja permite o ensino de educação religiosa nas escolas. Há 31.000 professores de educação religiosa pagos pelo Estado. O governo subsidia parcialmente as escolas católicas, os edifícios católicos históricos, e os salários para professores religiosos da rede pública ou privada. Isso totaliza cerca de zł 2 bilhões (cerca de US$633 milhões).
Segundo o Cardeal Kazimierz Nycz, o dinheiro doado pelas pessoas, seja voluntário ou requerido (por exemplo, para celebrar casamentos), de eventos religiosos e de outros, totaliza mais de zł 6 bilhões (cerca de US$1,9 bilhões).

## Conferência Episcopal
A Conferência Episcopal Polonesa é composta de 3 cardeais, 32 arcebispos e 119 bispos.

## Nunciatura Apostólica
A Nunciatura Apostólica na Polônia é uma representação diplomática permanente da Santa Sé na Polônia. A sede está em Varsóvia. A nunciatura é governada por um diplomata, chamado "núncio apostólico na Polônia", que tem o posto de embaixador.
Da longa lista de núncios apostólicos na Polônia, três se tornaram pontífices e muitos outros estiveram no cargo ou depois foram eleitos cardeais.